# Lispe flavicornis
Lispe flavicornis är en tvåvingeart som först beskrevs av Stein 1909.  Lispe flavicornis ingår i släktet Lispe och familjen husflugor. Inga underarter finns listade i Catalogue of Life.